# Basarab III Stary
Basarab III Stary (rum. Basarab cel Bătrân) – hospodar wołoski w latach 1473, 1474 (dwukrotnie), 1475–1476 i 1476–1477 z dynastii Basarabów.
Był synem hospodara Dana II lub jego wnukiem (a synem zamordowanego przez Włada Palownika Dana III). Został wprowadzony na tron wołoski przez hospodara mołdawskiego Stefana Wielkiego, który walczył z protureckim kuzynem i poprzednikiem Basaraba – Radu III Pięknym. Basarab piastował urząd hospodarski w latach 1473–1477 będąc jednak w tym czasie kilkakrotnie usuwanym z niego wskutek własnej nieudolności przez Radu Pięknego i przywracanym nań siłami Stefana Wielkiego. Sam ostatecznie zresztą również pod naciskiem bojarów wszedł w porozumienie z Turkami, co spowodowało osłabienie zaufania Stefana do niego. W 1476 zmuszony został do ustąpienia z tronu na rzecz Włada Palownika, popieranego przez Węgry i Stefana Wielkiego – pod koniec tego roku Wład został jednak zamordowany (prawdopodobnie zdradziecko, z inspiracji Basaraba III) w czasie walk z Turkami. Powrót Basaraba na tron był jednak ponownie krótkotrwały, zrażony doń Stefan tym razem usunął go na rzecz Basaraba IV Młodego.

## Literatura
- J. Demel: Historia Rumunii. Wrocław – Warszawa – Kraków: Zakład Narodowy im. Ossolińskich – Wydawnictwo, 1970, s. 131–133.
- J. Rajman: Encyklopedia średniowiecza. Kraków: Wydawnictwo Zielona Sowa, 2006, s. 98. ISBN 83-7435-263-9.